# Europejskie Stowarzyszenie Science Fiction
Europejskie Stowarzyszenie Science Fiction (ang.: European Science Fiction Society, ESFS) – międzynarodowa organizacja zrzeszająca twórców i fanów science fiction. Do jego współzałożycieli należał francuski pisarz, Pierre Barbet.

## Organizacja
Stowarzyszenie powstało podczas pierwszego Euroconu, w 1972 w Trieście (Włochy). Jej statutowym celem jest promocja SF w Europie i europejskiej SF na świecie. Zajmuje się organizacją Euroconów i przyznawaniem nagród ESFS Awards.
Obecny zarząd, wybrany na Euroconie 2022 w Dudelange stanowią
- prezes – Carolina Gómez Lagerlöf (Szwecja)
- wiceprezes – Saija Kyllönen (Finlandia)
- skarbnik – Anouk Arnal (Francja)
- sekretarz – Fionna O'Sulivan (Irlandia)
- administrator nagród – Mikołaj Kowalewski (Polska)